# Razika Nayis
Razika Nayis (ou Razika Simozrag) est une actrice française née à  Paris 10e en 1985, d'origine marocaine.

## Filmographie
- 2005 : Marock, film de Laïla Marrakchi - Asmaa
- 2010 : Pas si simple, téléfilm de Rachida Krim - Nadia
- 2010 : Commissaire Magellan - épisode : Théâtre de sang de Claire de la Rochefoucauld - Yasmine Fares